# .mil
O domínio mil é o domínio de topo patrocionado (sTLD) no Domain Name System da Internet para o Departamento de Defesa dos Estados Unidos e para as suas organizações subsidiárias e associadas. O nome deriva de militar e foi um dos primeiros domínios de topo, criado em 19 de novembro de 1999.
Os Estados Unidos é o único país que tem um domínio de topo para as suas instituições militares, devido ao seu papel principal na criação da Internet. Outros países usam frequentemente domínios de segundo nível para o mesmo fim, por exemplo, mod.uk  para o Ministério da Defesa (MoD) do Reino Unido e mil.br para o exército Brasileiro. O Canadá usa excepcionalmente norad.mil juntamente com os Estados Unidos no Comando de Defesa Aeroespacial da América do Norte.
Apesar de ter este domínio de topo, os Estados Unidos usa domínios com para o recrutamento militar, por exemplo, goarmy.com. Os Estados Unidos recorre também a domínios edu para as suas academias militares: a Academia Militar dos Estados Unidos, a Academia da Guarda Costeira dos Estados Unidos, a Academia Naval dos Estados Unidos e a Academia da Força Aérea dos Estados Unidos, que usam ambos os domínios edu e mil. O Departamento de Defesa dos Estados Unidos usa o domínio gov para a sua página de internet, www.defense.gov